# Linea C3 (Cercanías di Madrid)
La linea C3 delle Cercanías di Madrid collega la stazione di Aranjuez con quella di El Escorial. La linea è stata inaugurata nel 1980.
Oltre a Madrid, la linea serve anche i comuni di El Escorial, Collado Villalba, Torrelodones, Las Rozas, Getafe, Pinto, Valdemoro, Ciempozuelos, Seseña e Aranjuez.

## Stazioni
- Aranjuez
- Ciempozuelos
- Valdemoro
- Pinto
- Getafe Industriale
- El Casar (El Casar  )
- San Cristóbal Industriale
- San Cristóbal de los Ángeles
- Villaverde Bajo
- Atocha         (Atocha )
- Sol  (Sol   )
- Nuevos Ministerios       (Nuevos Ministerios   )
- Chamartín        (Chamartín  )
- Ramón y Cajal
- Pitis   (Pitis )
- Pinar
- Las Matas
- Torrelodones
- Galapagar-La Navata
- Villalba
- San Yago
- Las Zorreras
- El Escorial